# Eric Bloom
Eric Bloom (ur. 1 grudnia 1944 w Nowym Jorku) – amerykański gitarzysta, wokalista, klawiszowiec udzielający się głównie w rockowym zespole Blue Öyster Cult, któremu przewodzi od samego powstania. Nagrał z nim ponad 20 albumów.